# Delos
Otok Delos (grško Δήλος [ðilos]; atiško Δῆλος, dorsko Δᾶλος) je v bližini Mikona in Kikladskega arhipelaga. Je eden najpomembnejših mitoloških, zgodovinskih in arheoloških najdišč v Grčiji. Izkopavanja na otoku so med najobsežnejšimi v Sredozemlju; tekoče delo poteka pod vodstvom Francoske šole v Atenah. Mnogo odkritih artefaktov je na ogled v Arheološkem muzeju Delosa in Narodnem arheološkem muzeju v Atenah.
Na Delosu je bilo svetišče tisočletje pred olimpsko grško mitologijo, nastalo z rojstvom Apolona in Artemide. Iz svetega pristanišča se na obzorju prikažeta dva stožčasta kupa kot sveta pokrajina boginje: eden ohranja svoje predgrško ime gore Kintos (grško Κύνθος, ‘’Kýnthos’’) , okronane s svetiščem Zevsa.
Delos je bil ustanovljen kot središče kulture, ki je bil mnogo pomembnejši kot njegove naravne danosti. Leto je na otoku rodila Artemido in Apolona.

## Zgodovina
Raziskave antičnih kamnitih koč na otoku kažejo, da je bil naseljen že v 3. tisočletju pred našim štetjem. Tukidid opredeljuje prvotne prebivalce kot piratske Kareze, ki jih je verjetno s Krete izgnal kralj Minos.  V času Odiseje je bil otok tudi rojstni kraj dvojčkov bogov Apolona in Artemide (čeprav je nekaj zmede z Artemidinim rojstnim krajem, Delos ali otok Ortigija). Dejansko je bil med letoma 900 pred našim štetjem in 100 našega štetja Delos veliko kultno središče, kjer je deloval tudi Dioniz, pa tudi titanka Leto, mati omenjenih božanstev dvojčkov. Sčasoma je dobil panhelenski verski pomen, nanj so sprva romali Jonci.
Mestna državica Atene je poskrbela za številna "obredna očiščenja", da bi otok postal primeren za pravo čaščenje bogov. Prvo je bilo v 6. stoletju pred našim štetjem pod vodstvom tirana Pejzistrata, ki je odredil, da se izkopljejo vsi grobovi iz templjev, ostanki trupel pa  preselijo na drug bližnji otok. V 5. stoletju v 6. letu peloponeške vojne je bil po navodilu delfskega preročišča celoten otok očiščen vseh trupel. Nihče naj ne bi umrl ali se rodil na otoku zaradi njegovega svetega pomena, ohranil naj bi svojo nevtralnost pri delovanju, saj nihče ni mogel uveljavljati lastništva z dedovanjem. Takoj po tem očiščenju so praznovali prvi petletni festival deloških iger. 
Po perzijskih vojnah je bila na otoku ustanovljena Delsko-atiška pomorska zveza, in to leta 478 pred našim štetjem. Kongresi so bili v templju (ločena četrtina je bila rezervirana za tujce in svetišča tujih božanstev). Tukaj je bila tudi skupna zakladnica zveze, ko jo je leta 454 pred našim štetjem Periklej preselil v Atene. 
Na otoku niso imeli možnosti za pridelavo hrane, za tekstil ali les, vse so uvažali. Omejeni viri vode so bili izkoriščeni z obsežno cisterno in vodovodnim sistemom, vodnjaki in sanitarno kanalizacijo. Različne regije so upravljale agore (trg).
Strabon navaja, da so leta 166 pred našim štetjem Rimljani Delos preoblikovali v prosto pristanišče, kar je bilo delno spodbujeno z iskanjem prekinjene trgovine z Rodosom, ko je bil tarča rimske sovražnosti.
Rimski trgovci so prišli po deset tisoč sužnjev, ki so jih zajeli  kilikijski pirati ali so bili ujeti v vojnah po razpadu  selevkidskega cesarstva. Postal je središče trgovine s sužnji in največje na širšem območju.
Otok je leta 88 pred našim štetjem napadla vojska Mitridata VI. Pontskega, ki je bil neomajen sovražnik Rima in je ubil okoli 20.000 Rimljanov. Še en uničujoč napad so izvedli pirati leta 69 pred našim štetjem. Pred koncem 1. stoletja pred našim štetjem so spremenili trgovske poti; Delos je bil nadomeščen s Puteolijem kot glavno točko italijanske trgovine z vzhodom. Kot kultno središče je Delos začel zelo nazadovati.
Zaradi navedene zgodovine Delos v primerjavi z drugimi grškimi otoki ni imel avtohtonega prebivalstva, zato je tudi pozneje ostal nenaseljen.
Od leta 1872 Francoska šola v Atenah na otoku izkopava kompleks stavb, ki se lahko primerjajo s tistimi v Delfih in Olimpiji.
Leta 1990 je UNESCO vpisal Delos na seznam svetovne dediščine in ga navaja kot "izjemno obsežno in bogato" arheološko najdišče, ki "vzbuja podobo velikega svetovljanskega sredozemskega pristanišča".

## Znamenitosti
- Majhno Sveto jezero v krožni skledi  upravljavci otoka zdaj namerno puščajo suho, da bi zatrli širjenje bolezni bakterije, kar je bila topografska naloga, ki je določala postavitev poznejših objektov.
- Minojski vodnjak je bil javno dobro, pravokoten, izklesan v skalo, z osrednjim stebrom; predstavljal je sveti izvir in je v svoji sedanji obliki nastal v 6. stoletju pred našim štetjem, glede na napis je bil rekonstruiran leta 166 pred našim štetjem. Tesno zidan kamnit zid sestavljajo stene; voda še vedno lahko pride do stopnic in zapolni eno stran.
- Je več kvadratnih trgov. Helenistična agora Competalias je eden glavnih trgov na otoku Delos, ki datira v zadnje četrtletje 2. stoletja pred našim štetjem. Je v bližini Svetega pristanišča. Osnova je kvadratna z okroglima marmornima spomenikoma, ki sta posvečena Hermesu (trgovski ceh) v središču trga, ki ohranja odprtine za platnene nadstrešnice v svojem kamnitem tlaku.
- Apolonov tempelj, posvečen Apolonu, je klasičen primer dorskega sloga. Poleg templja je nekoč stal ogromen kuros Apolona (Naksoški kolos), ohranjeni so le deli. Datira v 6. stoletje pred našim štetjem, deli zgornjega dela trupa in medenice ostajajo na kraju samem, roka je v lokalnem muzeju, stopalo pa v Britanskem muzeju.[7]
- Levja terasa je tudi posvečena Apolonu, ki jo je darovalo ljudstvo Naksosa tik pred letom 600 pred našim štetjem. Prvotno je bilo 9–12 čepečih, renčečih marmornih varuhov levov vzdolž Svete poti; eden je vstavljen v glavna vrata beneškega Arzenala. Levi so ustvarili monumentalno avenijo, primerljivo z egipčansko avenijo sfing (grška sfinga je v muzeju v Delosu). Danes je še sedem izvirnih levov.
- Dvorana pozejdoniatov, združenja trgovcev iz Bejruta, kjer so se srečevali upravniki skladišč lastnikov ladij in gostilničarji v zgodnjih letih rimske hegemonije v poznem 2. stoletju pred našim štetjem. Zaščitno triado so sestavljali Baal/Pozejdon, Astarta/Afrodita in Ešmun/Asklepij, dodani iz Rima.
- Ploščad Stojvadejon, posvečena Dionizu, nosi kip boga vina in življenjske sile. Na vsaki strani steber podpira ogromen falus, simbol Dioniza. Južni steber, ki je okrašen z reliefnimi prizori iz Dionizovega kroga, je bil postavljen okoli 300 pr. n. št. za praznovanje zmagovalne gledališke predstave. Kip Dioniza je bil prvotno obdan z dvema igralcema, ki sta utelešala Paposilenoj (ohranjena v Arheološkem muzeju Delos). Gledališče iz marmorja je obnovljeno po starem, kar je bilo izvedeno kmalu po 300 pred našim štetjem.
- Dorski tempelj Izide je bil zgrajen na visokem hribu na začetku rimske dobe za častitev znane trojice Izida, aleksandrijskega Serapisa in Anubisa.
- Herin tempelj je iz okoli 500 pred našim štetjem, je obnova prejšnjega Herajona, ki je bil tu.
- Dionizova hiša je razkošna zasebna hiša iz 2. stoletja, imenovana po tlaku iz mozaika – Dioniz jezdi panterja.
- Hiša delfinov se imenuje po mozaiku v atriju, kjer eroti jezdijo delfine; njen fenicijski lastnik je naročil talni mozaik Tanita v svoji veži.
- Deloška sinagogaje najstarejša danes znana sinagoga.

## Prebivalstvo
Grški popis 2001 poroča o 14 prebivalcih na otoku. Otok je upravno del občine Mikon.

## Galerija
- Sveta pot
- Ustanovitev Pozejdonije
- Mozaik iz Dionizove hiše
- Hiša mask
- Kleopatrina hiša
- Kipa v Kleopatrini hiši
- Letina hiša
- Izidin tempelj
- Doprsni kip Hermesa
- Mozaik
- Mozaik iz hiše delfinov
- Agora
- Herajon (Herin tempelj)
- Hiša trizoba
- Del velikanskega kurosa iz Naksosa
- Roka kurosa